# Islam și magie
Coranul interzice magia sub formă de vrăjitorie sau vrăjitorie (contractarea cu diavolul), cu toate acestea, în unele comunități musulmane, magia este „răspândită și omniprezentă”.  Magia sau vrăjitoria (care încearcă să modifice cursul evenimentelor, de obicei, apelând la o forță supranaturală ) și divinația (încercările de „a prezice evenimente viitoare sau de a obține informații despre lucruri nevăzute”),  sau ocultismul, cuprind o gamă largă de practici . Acestea includ protecția împotriva magiei negre, a ochiului rău, a demonilor și a djinilor răi,  despre care se crede că aduc „boală, sărăcie și nenorociri de zi cu zi”;  sau alternativ practici care caută să aducă „noroc, sănătate, statut crescut, onoare și putere”.  Tehnicile includ evocarea, tragere la sorți, producerea de amulete și alte echipamente magice.  Magia a fost numită „element vital al vieții și practicii de zi cu zi” atât în lumea islamică contemporană, cât și în cea istorică  subiectele generând o cantitate „uimitoare” de „literatură”. 
Pe de altă parte, magia a fost, de asemenea, declarată de oamenii de știință islamisti ca fiind „rău” în toate formele ei, negând practicanților săi intrarea în rai și câștigându-le o pedeapsă cu moartea „sancționată divin”.  Cel puțin o parte din această dispută poate fi explicată prin modul în care este definită magia sau magia interzisă;  indiferent dacă magia naturală sau simpatică – care „folosește proprietățile ascunse (în arabă: khawass ) ale substanțelor naturale” – este inclusă ca magie interzisă. Începând cu 2005, această divizie a fost expusă în standurile de cărți din piețele din Orientul Mijlociu musulman și Africa de Nord, unde „manuale pentru practicanții ocultei” au fost găsite alături de „cărți pline de avertismente și condamnări” ale conținutului manualelor. De-a lungul secolelor, magia a fost „împletită în mod complex cu elemente și practici religioase” în cultura islamică – în ciuda eforturilor savanților islamici ortodocși de a o elimina (magia) – astfel încât linia dintre ceea ce este interzis și ceea ce este permis a devenit „ in ceata". 
1. 1 2